# تئوری رشد متعادل راگنار نورکس
نظریه رشد متوازن نظریه‌ای اقتصادی از راگنار نورکس (۱۹۵۹–۱۹۰۷) است. طبق این نظریه، دولت‌های کشورهای توسعه‌نیافته باید در تعدادی از صنایع به صورت همزمان سرمایه‌گذاری‌های عظیم انجام دهند. این اقدام باعث افزایش اندازه بازار، افزایش بهره‌وری و ایجاد انگیزه برای سرمایه‌گذاری توسط بخش خصوصی می‌شود.
نورکس طرفدار دستیابی به رشد متوازن در هر دو بخش صنعتی و کشاورزی بود. وی تشخیص‌ داد که گسترش و تعادل بین بخشی کشاورزی و صنعت ضروری است؛ به طوری که هر یک از این بخش‌ها بازاری را برای تولیدات بخش دیگر فراهم‌ می‌کند و به نوبه خود مواد اولیه لازم را برای توسعه و رشد بخش دیگر تأمین ‌می‌کند.
نورکس و پاول روزنشتاین رودان پیشگامان نظریه رشد متوازن بودند و بخش اعظم فهم کنونی ما از این نظریه به کارهای آنها بازمی‌گردد.
نظریه نورکس توضیح می‌دهد که چگونه حجم ناچیز و ناکارآمد بازار در کشورهای توسعه‌نیافته، توسعه‌نیافتگی را تقویت می‌کند. نورکس همچنین عوامل مختلف تعیین‌کننده اندازه بازار را معرفی کرد و تمرکز اصلی را بر روی بهره‌وری گذاشت. به گفته وی، در صورت افزایش سطح بهره‌وری در کشور کمتر توسعه‌یافته، اندازه بازار در آن گسترش می‌یابد و بدین ترتیب می‌تواند در نهایت به یک اقتصاد توسعه‌یافته تبدیل ‌شود. جدای از این، به نورکس لقب بدبین نسبت به صادرات را نسبت داده‌اند، زیرا او معتقد است منابع مالی مورد نیاز برای سرمایه‌گذاری در کشورهای توسعه‌نیافته فقط باید در قلمرو داخلی کشورها تأمین شود. نباید اهمیتی به تشویق صادرات داده‌شود.

## اندازه بازار و انگیزه برای سرمایه‌گذاری
اندازه یک بازار اهمیت اصلی در مطالعه آنچه که باعث ایجاد سرمایه‌گذاری در یک کشور می‌شود، دارد. راگنار کار آلین یانگ را مرجع قرار داد تا ادعا کند انگیزه برای سرمایه‌گذاری توسط اندازه بازار محدود می‌شود. ایده اصلی این ادعا توسط آدام اسمیت مطرح‌ شد که معتقد بود تقسیم کار (در مقابل انگیزه سرمایه‌گذاری) به میزان وسعت بازار محدود است.
به گفته نورکس، کشورهای توسعه‌نیافته فاقد قدرت خرید کافی هستند. قدرت خرید پایین به معنای پایین‌بودن درآمد واقعی مردم است، اگرچه از نظر اسمی ممکن است زیاد باشد. اگر درآمد پولی(اسمی) پایین باشد، با افزایش عرضه پول می‌توان به راحتی این مشکل را حل‌ کرد. اما، از آنجا که در این بحث درآمد واقعی(حقیقی) اهمیت دارد، افزایش عرضه پول فقط فشار تورمی ایجاد می‌کند. تولید و سرمایه‌گذاری حقیقی افزایش پیدا نمی‌کند. قدرت خرید پایین به معنای پایین بودن تقاضای داخلی کالاها است. این پدیده علاوه بر تقاضا ی کالاها و خدمات مصرفی، تقاضای کالاهای سرمایه‌ای را نیز شامل ‌می‌شود.
اندازه بازار، صرف نظر از ماهیت اقتصاد، انگیزه سرمایه‌گذاری را تعیین می‌کند. دلیل این امر این است که کارآفرینان همیشه با در نظر گرفتن تقاضا برای محصول مورد نظر، تصمیمات تولیدی خود را اتخاذ می‌کنند. به عنوان مثال، اگر یک تولیدکننده خودرو بخواهد تصمیم ‌بگیرد که در کدام کشور کارخانه‌ تأسیس‌ کند، به‌ طور طبیعی در کشورهایی سرمایه‌گذاری می‌کند که در آنها تقاضا بالا است. وی ترجیح می‌دهد در یک کشور توسعه‌یافته سرمایه‌گذاری کند، اگرچه جمعیت این کشورها کمتر از کشورهای توسعه نیافته است، اما مردم مرفه هستند و تقاضای قطعی دارد.
کارآفرینان بخش خصوصی گاهی اوقات از تبلیغات شدید به عنوان ابزاری برای جذب خریداران برای محصولات خود استفاده‌ می‌کنند. اگرچه این کار ممکن است تقاضا برای کالاها یا خدمات آن کارآفرین را افزایش دهد، اما در واقع تقاضای کل را در اقتصاد بالا نمی‌برد. بلکه تقاضا صرفاً از یک ارائه‌دهنده به دیگری انتقال می‌یابد. واضح است این یک راه حل بلندمدت نیست.
راگنار نورکس نتیجه گرفت،
" اندازه محدود بازار داخلی در یک کشور کم درآمد می‌تواند مانعی برای به‌کاربردن سرمایه توسط هر بنگاه یا صنعتی که در آن بازار مشغول است، به‌وجود آورد. بدین ترتیب، به طور کلی، بازار داخلیِ کوچک مانعی بر سر راه توسعه است." مانعیست بر سر راه توسعه."

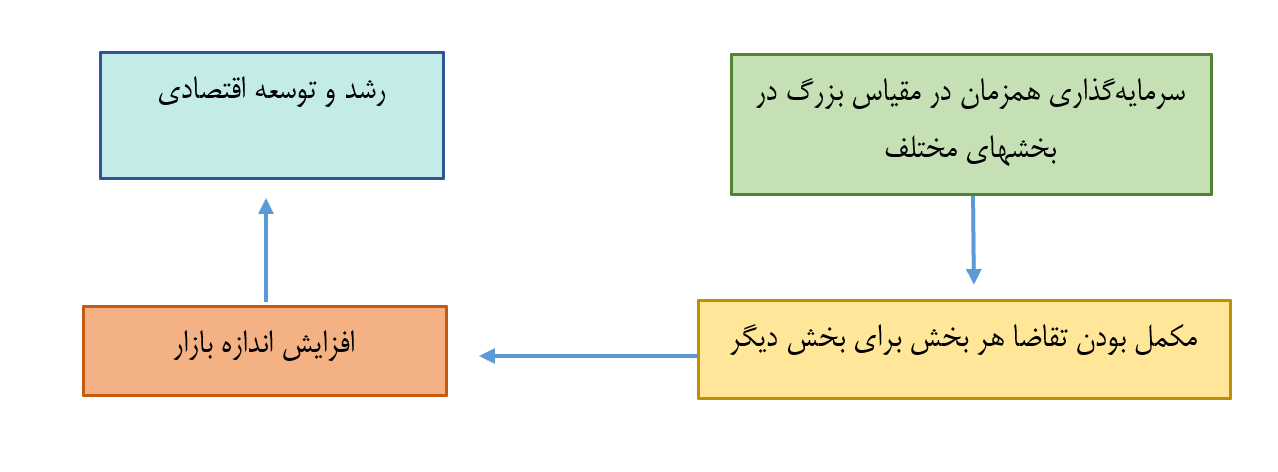
روند توسعه اقتصادی طبق نظریه رشد متوازن Ragnar Nurkse

## عوامل تعیین‌کننده اندازه بازار
به گفته نورکس، گسترش اندازه بازار برای افزایش انگیزه سرمایه‌گذاری بسیار کلیدی است. فقط در این صورت چرخه باطل فقر شکسته می‌شود. وی در مورد چگونگی تعیین اندازه بازار، نکات زیر را ذکر می‌کند:

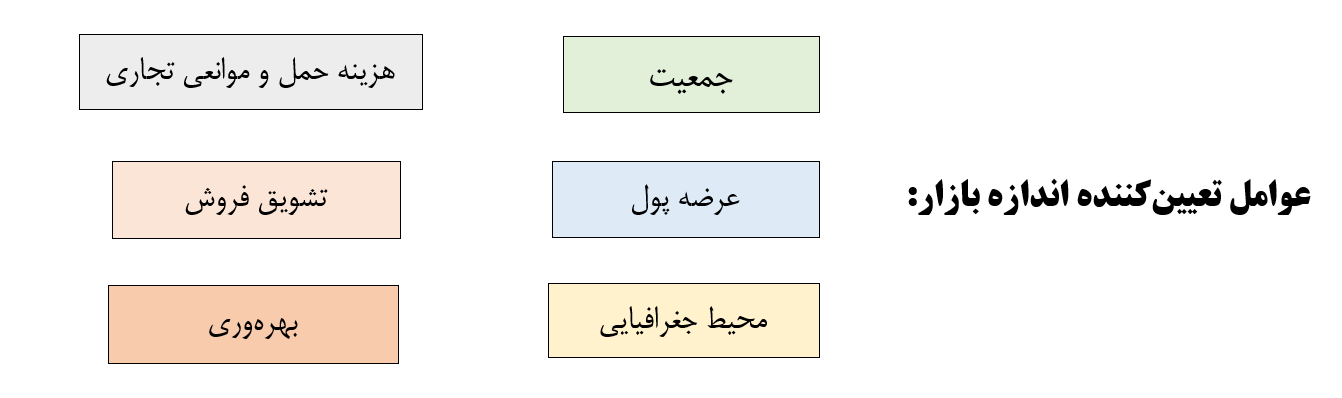
عوامل تعیین‌کننده اندازه بازار

### عرضه پول
نورکس تأکید کرد که نظریه کینزی نباید در کشورهای توسعه‌نیافته اعمال شود زیرا آنها مانند کشورهای توسعه‌یافته با کمبود تقاضای مؤثر مواجه نیستند. مشکل آنها مربوط به کمبود قدرت خرید واقعی به دلیل سطح پایین بهره‌وری است؛ بنابراین، افزایش عرضه پول، فقط باعث گسترش بازار نمی‌شود بلکه در واقع باعث افزایش فشار تورمی خواهد شد.

### جمعیت
نورکس در مخالفت با این عقیده که جمعیت زیاد دلالت بر یک بازار بزرگ دارد استدلال کرد. اگرچه کشورهای توسعه‌نیافته جمعیت زیادی دارند، اما میزان بهره‌وری آنها پایین است. این امر به درآمد سرانه پایین منجر می‌شود؛ بنابراین، هزینه مصرفی کم است و پس‌انداز بسیار کم یا صفر است. از طرف دیگر، کشورهای توسعه‌یافته جمعیت کمتری نسبت به کشورهای توسعه‌نیافته دارند اما به واسطه سطح بالای بهره‌وری، درآمد سرانه واقعی آنها بیشتر است و بنابراین بازار بزرگی را برای کالاها و خدمات ایجاد می‌کنند.

### محیط جغرافیایی
نورکس همچنین ادعا کرد که اگر مساحت جغرافیایی یک کشور بزرگ باشد، اندازه بازار آن نیز باید بزرگ باشد. ممکن است یک کشور از نظر منطقه‌ای بسیار کوچک باشد اما هنوز تقاضای مؤثر زیادی داشته‌باشد. مثلاً ژاپن. در مقابل، یک کشور ممکن است یک منطقه جغرافیایی عظیم را پوشش دهد اما بازار آن هنوز هم کوچک باشد. این ممکن است در صورتی رخ دهد که بخش بزرگی از کشور غیرقابل سکونت باشد، یا کشور از تولید کم رنج ببرد و در نتیجه درآمد ملی کم باشد.

### هزینه حمل و نقل و موانع تجاری
این تصور که هزینه‌های حمل و نقل و موانع تجاری مانع گسترش بازار می‌شود، قدیمی است. نورکس تأکید کرد که عوارض تعرفه، کنترل مبادلات، سهمیه‌های واردات و سایر موانع غیر تعرفه‌ای در تجارت موانع عمده‌ای برای ارتقاء همکاری‌های بین‌المللی در صادرات و واردات است. به‌طور خاص، به دلیل هزینه‌های بالای حمل و نقل بین الملل، تولیدکنندگان انگیزه‌ای برای صادرات کالاهای خود ندارند. در نتیجه میزان انباشت سرمایه اندک باقی می‌ماند. برای رفع این مشکل، سازمان ملل متحد گزارشی را در سال 1951 با راه حل‌هایی برای کشورهای توسعه‌نیافته تهیه ‌کرد. آنها پیشنهاد کردند که با تشکیل اتحادیه‌های گمرکی با کشورهای همسایه می‌توانند بازارهای خود را گسترش دهند. همچنین، آنها می‌توانند سیستم مالیات ترجیحی را اتخاذ کرده یا حتی به‌طور کلی عوارض گمرکی را لغو کنند. دلیل این بود که به محض حذف عوارض گمرکی، هزینه‌های حمل و نقل کاهش می‌یابد. در نتیجه قیمت‌ها کاهش می‌یابند و تقاضا بالا می‌رود. با این حال، نورکس، به عنوان یک بدبین نسبت به صادرات، با این دیدگاه موافق نبود. بدبینی صادراتی یک تئوری تجاری است که با ایده «رشد درون‌نگر» بر خلاف «رشد برون‌نگر» همسو است. (به صنعتی سازی جایگزین واردات مراجعه کنید)

### تشویق فروش
اغلب اینگونه است که تلاش خصوصی یک شرکت برای افزایش تقاضا برای محصولات خود به دلیل استفاده گسترده از تبلیغات و سایر تکنیک‌های ‌تبلیغاتی فروش موفق می‌شود. با این حال، نورکس استدلال می‌کند که چنین فعالیتهایی نمی‌توانند در سطح کلان برای افزایش سطح تقاضای کل کشور موفق باشند. او این را "پارادوکس اقتصاد کلانی" می‌نامد.

### بهره‌وری
نورکس بهره‌وری را به عنوان عامل اصلی تعیین‌کننده اندازه بازار معرفی‌ کرد. افزایش بهره‌وری (که به عنوان خروجی به ازای هر واحد ورودی تعریف می‌شود) باعث افزایش گردش کالا و خدمات در اقتصاد می‌شود. به دنبال آن، مصرف نیز بالا می‌رود. از این رو، اقتصادهای توسعه‌نیافته باید افزایش بهره‌وری در تمام بخش‌های اقتصاد را هدف قرار دهند، به‌خصوص بخش کشاورزی و صنعت.

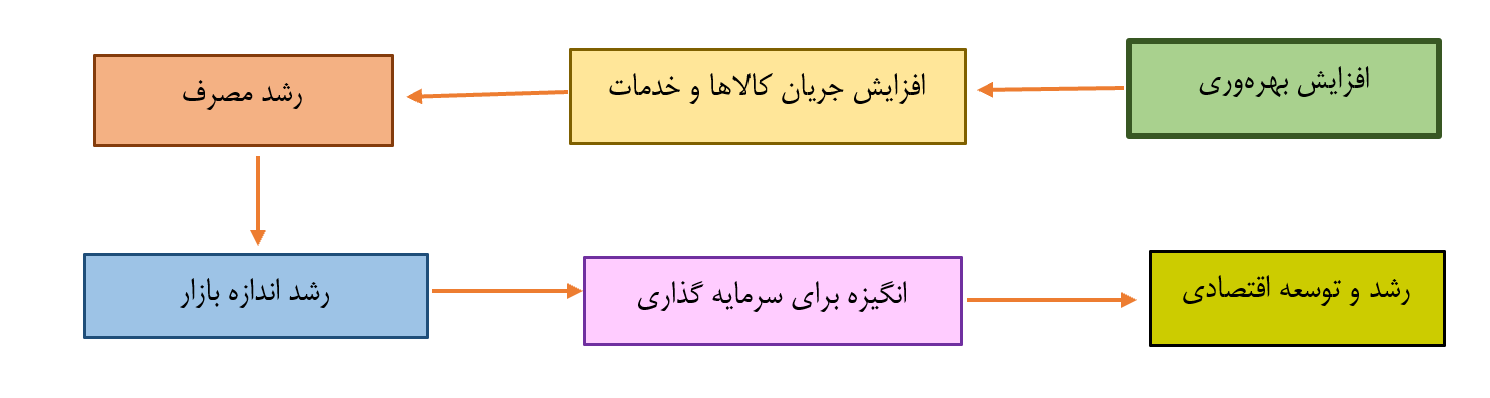
چگونه افزایش بهره‌وری به توسعه می‌انجامد

به عنوان مثال، در اکثر اقتصادهای توسعه‌نیافته، فناوری مورد استفاده در حوزه کشاورزی عقب‌مانده است. مکانیزاسیون کم با وابستگی زیاد به باران وجود دارد؛ بنابراین ممکن‌ است در حالی که بخش بزرگی از جمعیت (۷۰–۸۰٪) در بخش کشاورزی به‌طور فعال اشتغال داشته‌باشند، سهم آنها از تولید ناخالص داخلی تنها ۴۰٪ باشد. این امر به ضرورت افزایش خروجی در واحد ورودی و تولید سرانه اشاره‌ دارد. این قضیه می‌تواند در صورت فراهم آوردن امکانات آبیاری، بذرهای متنوع پر محصول، سموم دفع آفات، کودها، تراکتورها و غیره توسط دولت انجام‌ شود. نتیجه مثبت این امر این است که کشاورزان درآمد بیشتری کسب می‌کنند و قدرت خرید بالاتری خواهند داشت (درآمد واقعی). تقاضای آنها برای سایر محصولات موجود در اقتصاد افزایش می‌یابد و این انگیزه سرمایه‌گذاری را در آن کشور برای صنعتگران ایجاد می‌کند. اینگونه، بازار بزرگ می‌شود و شرایط کشور توسعه‌نیافته بهبود می‌یابد.
نورکس بر این عقیده است که قانون بازارهای سی در کشورهای توسعه‌نیافته صادق است؛ بنابراین، اگر درآمدهای پولی مردم افزایش یابد در حالی که سطح قیمت‌ها در اقتصاد ثابت بماند، اندازه بازار افزایش نمی‌یابد تا وقتی که سطح درآمد واقعی و بهره‌وری افزایش یابد. وی می‌گوید:
«در مناطق توسعه‌نیافته هیچ فاصله منفی تورمی توسط پس‌اندازها وجود ندارد. تولید، تقاضای خود را به‌وجود می‌آورد و اندازه بازار به حجم تولیدات بستگی دارد. در آخرین مرحله، بازار تنها با افزایش کلی بهره‌وری می‌تواند رشد کند. ظرفیت‌ خرید به معنای ظرفی ‌تولید است.»

## بدبینی به صادرات
نورکس با توجه به اندازه محدود بازار به عنوان اصلی‌ترین مانع در رشد اقتصادی، استدلال می‌کند که رشد و افزایش بهره‌وری می‌تواند چرخه فاضل رشد را به‌وجود آورد؛ بنابراین راه‌حل، برنامه سرمایه‌گذاری در مقیاسی عظیم در طیف گسترده ای از صنایع ‌است.  افزایش تقاضا در یک صنعت، به دلیل مکمل بودن تقاضاها، منجر به افزایش تقاضا در صنعتی دیگر می‌شود. همان‌طور که قانون سی می‌گوید، عرضه، تقاضای خودش را ایجاد می‌کند.
با این حال، نورکس تصریح کرد که بودجه این توسعه باید تا حد ممکن از خود کشور توسعه‌نیافته و به صورت داخلی تأمین‌ شود. وی اظهار داشت: "تأمین مالی از طریق افزایش تجارت یا سرمایه گذاری‌های خارجی، استراتژی مورد استفاده در گذشته - قرن نوزدهم - بود و موفقیت آن محدود به مورد ایالات متحده است. در واقعیت، به اصطلاح "کشورهای جدید" ایالات متحده آمریکا (که از امپراتوری انگلیس جدا شدند)، در ابتدا کشورهایی با درآمد بالا بودند. آنها از قبل با تولیدکنندگان کارا، بازارهای بهینه و قدرت خرید بالا همراه بودند. نکته‌ای که نورکس سعی در بیان آن داشت این بود که ایالات متحده آمریکا از نظر منابع‌ مالی ونیروی کار سرشار بود. نیروی کار صرفاً از انگلیس به آمریکا مهاجرت کرده‌بود، و بدین ترتیب سطح مهارتهای آنها در ابتدا بسیار بالا بود؛ بنابراین، این وضعیت رشد که از برون هدایت‌ شد، حالتی خاص بود و کشورهای در حال توسعه توانایی تکرار آن را نداشتند.
در حقیقت، اگر چنین استراتژی تأمین مالی از خارج از کشور انجام شود، مشکلاتی ایجاد خواهد کرد. به عنوان مثال، ممکن است سرمایه گذاران ‌خارجی با بی‌توجهی از منابع کشور توسعه‌نیافته سوء استفاده‌ کنند. این به نوبه خود توانایی اقتصادی را برای ایجاد تنوع محدود می‌کند، به ویژه اگر منابع طبیعی غارت شوند. همچنین ممکن است یک ساختار اجتماعی تحریف شده ایجاد کند. جدای از این، احتمال خطر استفاده از سرمایه‌گذاری‌های خارجی برای تأمین‌ مالی تولید کالاهای‌ مصرفی لوکس خصوصی وجود دارد. مردم ممکن است از عادتهای مصرفی غربی تقلید کنند و بنابراین امکان دارد یک بحران تراز تجاری، همراه با نابرابری‌ اقتصادی در داخل جمعیت ایجاد شود.
دلیل دیگر برای جلوگیری از تشویق صادرات این است که به احتمال زیاد یک کشور توسعه‌نیافته فقط می‌تواند به اندازه‌ای مهارت و دانش فنی داشته‌باشد که کالاهای‌اساسی مانند محصولات کشاورزی را صادر کند. با این حال، از آنجا که چنین کالاهایی با تقاضای کم کشش روبرو هستند، میزان فروش آنها در بازار محدوداست.  اگرچه وقتی جمعیت رو به رشداست، ممکن است تقاضای ‌اضافی برای صادرات ایجاد شود، نورکس به‌طور ضمنی فرض کرد که کشورهای توسعه‌یافته با نرخ جایگزینی رشد جمعیت فعالیت می‌کنند؛ بنابراین، برای نورکس، صادرات به عنوان وسیله ای برای ایجاد توسعه اقتصادی کاملاً منتفی است.
بنابراین، برای دستیابی به توسعه در مقیاس بزرگ، سرمایه لازم باید در داخل کشور تولید شود و نه از طریق خالص صادرات یا سرمایه‌گذاری خارجی. تنها در این صورت بهره‌وری توان رشد خواهد داشت و منجر به افزایش بازدهی نسبت به مقیاس می‌شود و سرانجام دوایر رشد اقتصادی ایجاد می‌شوند.

## نقش دولت
پس از جنگ جهانی دوم ، بحثی در باب اینکه آیا یک کشور باید از برنامه ‌مالی برای توسعه استفاده ‌کند یا بر کارآفرینان خصوصی تکیه ‌کند، به وجود آمد. نورکس معتقد بود اینکه چه کسی باید توسعه را به پیش ببرد برای اقتصاددان اهمیت ندارد. این یک مشکل مدیریتی و اداری است.  ایده اصلی این بود که باید مقدار زیادی سرمایه‌گذاری پراکنده در اقتصاد انجام ‌شود، به گونه‌ای که اندازه بازار گسترش یابد و به سطوح بالاتری از بهره‌وری، بازدهی به مقیاس و در نهایت توسعه کشور مورد نظر منجر شود.  با این حال، اکثر اقتصاددانانی که طرفدار نظریه رشد متعادل بودند، معتقد بودند فقط دولت توانایی انجام این نوع سرمایه‌گذاری‌های عظیم پیشنهاد شده توسط نظریه را دارد. علاوه بر این، دوره به ثمر نشستن این نوع سرمایه‌گذاری‌های عظیم معمولاً طولانی مدت است و کارآفرینان بخش خصوصی معمولاً چنین ریسک‌های بالایی را بر عهده نمی‌گیرند.

## بازخوردها
نظریه رشد متوازن راگنار نورکس نیز به دلایل مختلف مورد انتقاد قرار گرفته است. منتقد اصلی وی آلبرت ا. هیرشمن، پیشگام استراتژی رشد نامتوازن بود. هانس دبلیو سینگر همچنین از جنبه های خاصی از این نظریه انتقاد کرد. 
هیرشمن تأکید کرد که اقتصادهای توسعه نیافته به این دلیل "توسعه نیافته" نام گذاری شده‌اند که با کمبود منابع مواجه اند، شاید نه لزوماً منابع طبیعی ، بلکه منابعی مانند نیروی کار ماهر و فناوری.  بنابراین این فرض که یک کشور توسعه‌نیافته می‌تواند همزمان در بسیاری از صنایع اقتصاد خود سرمایه‌گذاری گسترده انجام دهد به دلیل کمبود منابع‌ غیرواقعی است. وی می‌گوید: 
"اگر کشوری آمادگی اعمال اصول رشد متعادل را داشته‌ باشد، پس اصلاً توسعه‌نیافته نیست."
هانس سینگر اظهار داشت، تئوری رشد متوازن برای درمان اقتصادی که در معرض سقوط چرخه‌ای قرار دارد ، کاربرد بیشتری دارد.  سقوط چرخه‌ای ویژگی مرحله پیشرفته رشد پایدار است نه چرخه باطل فقر. هیرشمن همچنین اظهار داشت: در شرایطی که فعالیت کمرنگ در کشورهای توسعه‌یافته وجود داشته‌ باشد ، ذخیره‌ منابع، ماشین‌آلات و کارآفرینان صرفاً بیکار هستند و به عنوان ظرفیت بی‌استفاده حضور دارند. بنابراین در این شرایط ، سرمایه‌گذاری همزمان در تعداد زیادی از بخش‌ها، سیاستی مناسب است. نهاده‌های مختلف اقتصادی به طور موقت بیکار هستند و هنگامی که انگیزه سرمایه‌گذاری شروع به کار کند، روند نزولی بر طرف خواهد شد. حال، برای اقتصاد توسعه‌نیافته، جایی که چنین منابعی وجود ندارد، این اصل مناسب نیست.
نقد دیگر، تأیید قانون سِی توسط نورکس بود که این نظریه را مبنی بر عدم تولید بیش از حد و یا اشباع در اقتصاد مطرح می‌کند.  عرضه (تولید کالا و خدمات) تقاضای مطابق با تولید را ایجاد می‌کند و این منجر به فروش و مصرف کل تولیدات می‌شود. با این حال، کینز اعلام کرد که قانون سِی در هیچ کشوری عملیاتی نیست؛ زیرا مردم کل درآمد خود را مصرف نمی‌کنند - بخشی از آن برای مصرف در آینده پس‌انداز می‌کنند.  بنابراین، طبق نظر منتقدان نورکس، فرض او از صدق قانون سِی در کشورهای توسعه‌نیافته نیاز به توجیه بیشتر دارد.  حتی اگر بخش پس‌اندازکننده در مصرف کنندگان اندک باشد، اصول تأکید بر عرضه و نه تقاضا بسیار مورد نقد واقع‌ شده است.
نورکس می‌گوید: در صورت افزایش تقاضا برای تولیدات یک بخش، به دلیل ماهیت مکمل ‌بودن تقاضا، تقاضا برای تولیدات سایر صنایع نیز افزایش می یابد. پل روزنشتاین-رودان از مفهوم مشابهی به نام "غیرقابل تقسیم بودن تقاضا" استفاده ‌کرده که در آن فرض می‌کند اگر سرمایه‌گذاری‌های عظیم در تعداد زیادی از صنایع به طور همزمان انجام‌ شود، اقتصاد توسعه نیافته به دلیل پدیده "مکمل بودن تقاضا" می‌تواند توسعه یابد.  با این حال، هر دو، نورکس و روزنشتاین-رودان فقط وضعیت صنایع تولیدکننده کالاهای مکمل را در نظر گرفتند. در حالی کهکالاهای جایگزین نیز وجود دارند که با یکدیگر در رقابت هستند. به عنوان مثال اگر دولت سرمایه‌گذاری‌های زیادی را در صنعت خودرو انجام‌ دهد ، طبعاً منجر به افزایش تقاضای بنزین خواهد شد(کالاهای مکمل). اما اگر دولت سرمایه‌گذاری های گسترده‌ای را در بخش قهوه یک کشور انجام‌دهد، بخش چای با مشکل مواجه ‌میشود(کالاهای جانشین). 
هانس سینگر شرح داد که نظریه نورکس، فرضیات مشکوک و مبهمی را در مورد اقتصاد توسعه‌نیافته بیان می‌کند. به عنوان مثال، نورکس فرض می‌کند که اقتصاد از هیچ آغاز می‌کند.  در حالی که اقتصاد معمولاً از موقعیتی شروع‌ به کار می‌کند که تصمیمات سرمایه‌گذاری انجام‌شده در گذشته‌ی کشور را منعکس می‌کند و در هر لحظه، عدم تعادلی از قبل وجود دارد. بنابراین گام منطقی این است که برنامه‌های سرمایه‌گذاری که عدم توازن موجود در اقتصاد را تکمیل می کنند، اتخاذ شوند. بدیهی است که چنین سرمایه‌گذاری‌ای نمی‌تواند متعادل باشد. اگر اقتصادی برای ایجاد یک سرمایه‌گذاری متعادل اشتباه کند، احتمالاً عدم تعادل جدیدی ظاهر می‌شود که برای ایجاد تعادل، سرمایه‌گذاری تعادل‌بخش دیگری لازم می‌شود.
هیرشمن معتقد بود که نظریه رشد متعادل نورکس در حقیقت نظریه رشد نیست.  رشد به معنای تحول تدریجی اقتصاد از یک مرحله به مرحله بعدی زمانی است. این نیازمند سلسله اقداماتی است که اقتصاد را از مرحله ی ‌نوزادی به مرحله ‌بلوغ سوق می‌دهد.  با این وجود، نظریه رشد متوازن به معنای ایجاد یک اقتصاد صنعتیِ مدرنِ خودکفا بر روی اقتصادی سنتی و راکد و خودکفا است. بنابراین، هیچ تحولی اتفاق نمی‌افتد. در واقعیت، یک اقتصاد دوگانه به وجود خواهد آمد که  دو بخش‌ اقتصادی به صورت جداگانه ولی همزمان در یک کشور همزیستی می‌کنند. آنها در سطح توسعه، فناوری و الگوهای ‌تقاضا متفاوت خواهند بود. این ممکن است در کشور نابرابری  ایجاد کند.